# 田代氏黄苓
田代氏黄芩（学名：Scutellaria tashiroi）为唇形科黄芩属下的一个种。

## 扩展阅读
- 維基物種上的相關：田代氏黄芩